# 5x2 (2004.)
5x2 je francuska drama iz 2004. godine, koju je režirao François Ozon. Zbog toga što je prikazivao događaje obrnutim redoslijedom, 5x2 je često bio uspoređivan s filmovima Memento i Nepovratno (fra. Irréversible) 

## Radnja
Priča filma se usredotočuje na mladi bračni par u tridesetim godinama života, Gillesa i Marion. Film prikazuje pet ključnih trenutaka njihovog zajedničkog života: njihovo upoznavanje, vjenčanje, rođenje njihovog prvog djeteta, svađe i razvod braka. Ipak, treba napomenuti kako su prethodno spomenuti trenuci njihovih života prikazani obrnutim redoslijedom. Također je vrlo zanimljivo napomenuti kako je svaki, prethodno spomenuti, trenutak, razdvojen talijanskom pjesmom čije riječi bude uspomene. Sveukupno gledajući, ovaj film održava pesimističku lekciju o nevoljama s kojima se ljudi susreću kroz život, kada žive u paru.

## Glavne uloge
- Valeria Bruni Tedeschi kao Marion
- Stéphane Freiss kao Gilles
- Géraldine Pailhas kao Valérie
- Françoise Fabian kao Monique
- Michael Lonsdale kao Bernard

## Nagrade i nominacije
Film je osvojio nagradu Pasinetti u kategoriji najbolje glumice (Valeria Bruni Tedeschi), te je uz to još doživio nominacije za dvije nagrade: European Film Award, u kategoriji najbolja glumica (Valeria Bruni Tedeschi); Zlatni lav (François Ozon).

## Vanjske poveznice
- 5x2 u internetskoj bazi filmova IMDb-a
- 5x2 na Francois-Ozon.com  Arhivirana inačica izvorne stranice od 19. kolovoza 2008. (Wayback Machine)